# 維圖斯·埃歇
維圖斯·埃歇（德語：Vitus Eicher；1990年11月5日—）是一位德國足球運動員，在場上的位置是守門員。他現在效力於德國足球乙級聯賽球隊海登海姆。